# ادوارد راین
ادوارد رودولف راین (به انگلیسی: Eduard Rudolph Rhein) (۲۳ اوت ۱۹۰۰، کونیگزوینتر – ۱۵ آوریل ۱۹۹۳، کن (فرانسه)) مخترع، ناشر و نویسنده بود. او بنیانگذار مجله آلمانی هرزو بود که تا سال ۱۹۶۴ به عنوان سردبیر آن را مدیریت کرد. او همچنین بزرگترین بنیاد اروپایی فناوری اطلاعات، بنیاد ادوارد راین (۱۹۷۶) را تأسیس کرد.
در سال ۱۹۴۰ کتابی با عنوان Du und die Elektrizität  منتشر کرد.

## فیلم شناسی
- A Heart Plays False به کارگردانی رودولف یوگرت (۱۹۵۳، بر اساس رمان Ein Herz spielt falsch - نوشته شده در نقش هانس اولریش هورستر)
- The Angel with the Flaming Sword، به کارگردانی گرهارد لامپرشت (۱۹۵۴، بر اساس رمان Der Engel mit dem Flammenschwert - نوشته شده در نقش کلاوس هلمر)